# غوستافو كولما
غوستافو كولما (بالإسبانية: Gustavo Culma)‏ (20 أبريل 1993 في إسبانيا - ) هو لاعب كرة قدم كولومبي في مركز جناح ‏. لعب مع أونس كالداس ونادي ليتكس لوفتش وPFC Litex Lovech II ‏.

## وصلات خارجية
- غوستافو كولما على موقع قاعدة بيانات كرة القدم.إي يو (الإنجليزية)
- غوستافو كولما على موقع Soccerway.com (الإنجليزية)
- غوستافو كولما على موقع AS.com (الإسبانية)